# Pterocelastrus
Pterocelastrus es un género de plantas con flores  pertenecientes a la familia Celastraceae. Comprende 17 especies descritas y de estas, solo 2 aceptadas.

## Taxonomía
El género fue descrito por (Lam.) Meisn. y publicado en Pl. Vasc. Gen. 1: 68. 1837. La especie tipo es: Pterocelastrus tricuspidatus Walp.

## Especies aceptadas
A continuación se brinda un listado de las especies del género Pterocelastrus aceptadas hasta octubre de 2013, ordenadas alfabéticamente. Para cada una se indica el nombre binomial seguido del autor, abreviado según las convenciones y usos.
- Pterocelastrus echinatus N.E.Br.
- Pterocelastrus tricuspidatus Walp.